# Silwingen
Silwingen ist einer von 17 Stadtteilen der Kreisstadt Merzig im Landkreis Merzig-Wadern (Saarland). Bis Ende 1973 war Silwingen eine eigenständige Gemeinde.

## Geschichte
Silwingen gilt als eine der ältesten Siedlungen der Region, was Gräberfunde aus der La-Tène-Zeit und ein Hügelgräberfeld im Büdingerwald nahelegen.
Weitere Zeugnisse sind Reste einer römischen Villa, die beim Bau der Bahnstrecke Merzig–Bettelainville um 1910 gefunden wurden. Dass die Römer in der Region überaus aktiv gewesen sind, ist mit Sicherheit spätestens seit den vielen Funden beim Bau der Autobahn Richtung Luxemburg bekannt. Dies zeigen die Gebäude der erst kürzlich wiedererrichteten Römischen Villa Perl-Borg.
Die erste urkundliche Erwähnung stammt aus dem Jahr 1030, als die Markgräfin Jutta von Lothringen der Abtei St. Matthias in Trier „Mamonis Villa“ (Mondorf) und einige umliegende Dörfer schenkte. In dieser Urkunde wurde das Dorf „Selvingen“ genannt, in späteren Urkunden kommen auch die Schreibweisen „Seluingen“, „Selewingin“ und „Selewiggin“ vor.
1778 hatte der Ort 15 Einwohner und entrichtete den Zehnten gemeinschaftlich an den Grafen von der Leyen sowie an die Abtei St. Mathias in Mondorff.
Im Rahmen der saarländischen Gebiets- und Verwaltungsreform wurde die bis dahin eigenständige Gemeinde Silwingen am 1. Januar 1974 der Stadt Merzig zugeordnet.